# Picton, New South Wales
Picton är en ort i Australien. Den ligger i kommunen Wollondilly och delstaten New South Wales, i den sydöstra delen av landet, omkring 65 kilometer sydväst om delstatshuvudstaden Sydney. Antalet invånare är 4 284.
Närmaste större samhälle är Narellan, omkring 19 kilometer nordost om Picton.
I omgivningarna runt Picton växer huvudsakligen savannskog. Runt Picton är det glesbefolkat, med 14 invånare per kvadratkilometer. Genomsnittlig årsnederbörd är 1 288 millimeter. Den regnigaste månaden är februari, med i genomsnitt 215 mm nederbörd, och den torraste är juli, med 34 mm nederbörd.